# Elizabeth Hardwick
Elizabeth Hardwick, född 27 juli 1916 i Lexington, Kentucky, död 2 december 2007 i New York, var en amerikansk litteraturkritiker och författare.
Efter studier vid Columbia University förblev hon bosatt i New York. Hon debuterade med romanen The ghostly lover 1945. Under åren 1949-1972 var hon gift med poeten Robert Lowell (1917-1977).
"H. har utgivit flera novell- och essäsamlingar, däribland en med feministisk litteraturkritik. Hennes självbiografiska roman Nätter utan sömn består av finkänsliga bilder från ett växlingsrikt liv med mnga personmöten. H. ser människan som i grunden ensam, men hellre sorgsen än falsk. Stilen är precis och nyanserad." (Litteraturhandboken, 1983)